# كيريباث
كيريباث (بالإنجليزية: Kiribath)‏ هو طبق سريلانكي تقليدي مصنوع من الأرز، ومن أشهر الأطباق التقليدية في سريلانكا. يُحضر عن طريق طبخ الأرز مع حليب جوز الهند، ويمكن اعتباره شكل من أشكال كعكة الأرز أو بودنغ الأرز. يُقدم بشكل شائع جدًا على الإفطار في اليوم الأول من كل شهر، وله أهمية إضافية تتمثل في تناوله في المناسبات المهمة.

## المكونات

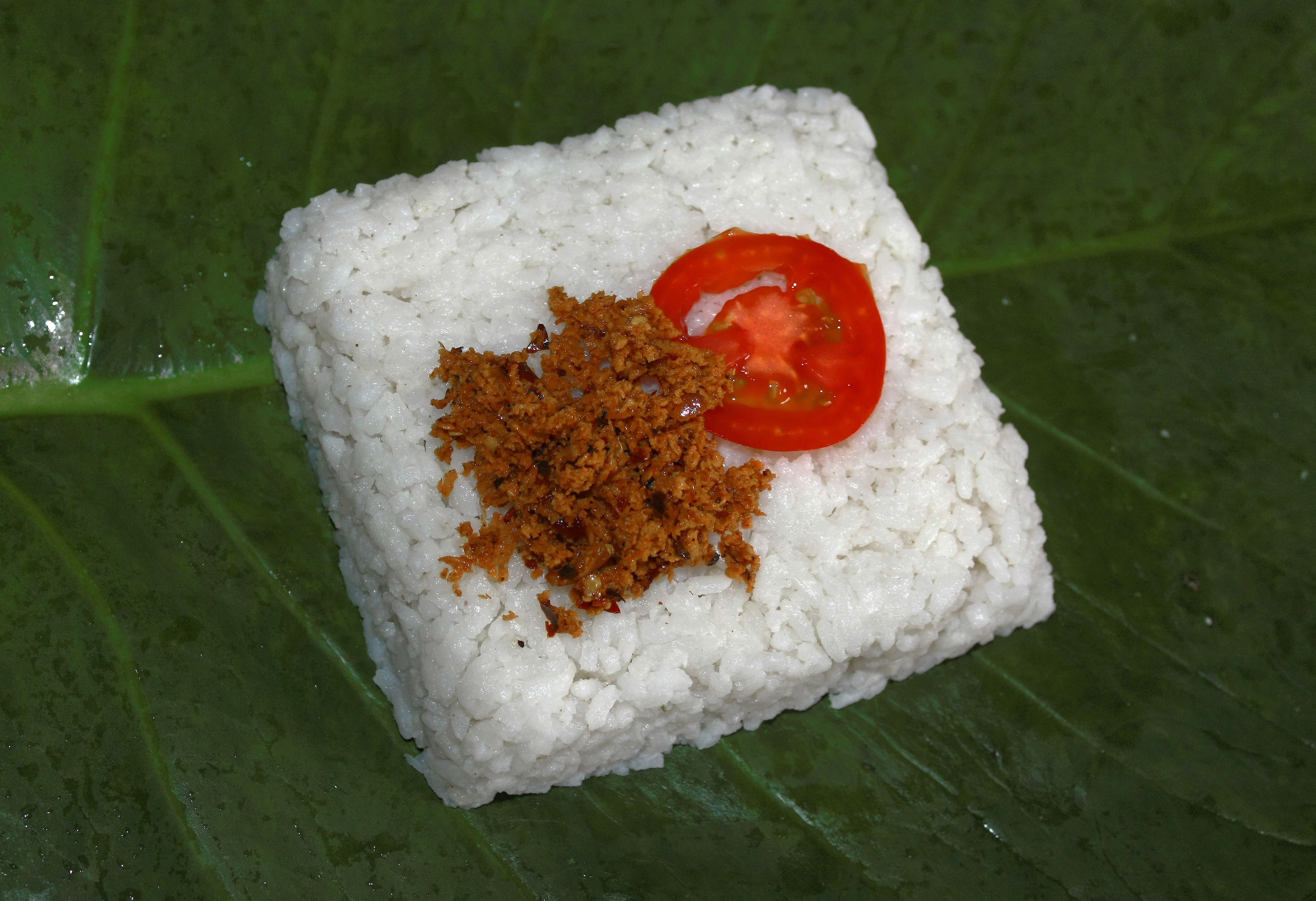
يقدم كيريباث مع لونوميريس.

يُحضر من أربعة مكونات أساسية: الأرز الأبيض قصير الحبة، حليب جوز الهند الكثيف أو الحليب العادي، والماء والملح.
يُصنع من الأرز النشوي واللزج، وتحديدًا من نوع تقليدي يُعرف باسم راثو هال أو راثو كاكولو هال، الذي يتميز بنكهته المحايدة وخصائصه الممتازة في الطهي.